# Венесуэльская панака
Венесуэльская панака (лат. Panaque cochliodon) — вид лучепёрых рыб из семейства кольчужных сомов, обитающий в Колумбии.

## Описание
Общая длина достигает 25 — 29 см. Максимально известный экземпляр составлял 45 см при весе 1,45 кг. Голова большая, широкая. Глаза большие, выпученные. Рот представляет собой мощную присоску. Есть 2 пары коротких усов. Туловище широкое, уплощённое, удлинённое в хвостовой части, покрыто костными пластинками. Плавники хорошо развиты. Спинной, грудные и хвостовой плавники большие и широкие, хорошо развитые. Спинной и грудные плавники наделены мощными шипами. Брюшные плавники немного уступают грудным по размеру. Жировой и анальный плавники маленькие.
Окраска от светло-коричневой до тёмной на спине, тело покрыто тёмно-коричневыми или черными полосами. Глаза голубого цвета.

## Образ жизни
Это бентопелагическая рыба. Предпочитает пресную и чистую воду. Встречается в реках с быстрым течением и песчаным дном. Взрослые особи территориальны. Днём прячется среди камней и под корягами. Активна ночью. Питается водорослями и другими растениями.

## Распространение
Является эндемиком Колумбии. Обитает в реках Каука и Магдалена.

## Содержание в аквариуме
Можно содержать в общем аквариуме с большим количеством укрытий. Нужен фильтр для создания течения. Обязательно наличие натуральных растений, соскребая которые рыба получает необходимую целлюлозу. Оптимальные условия содержания: температура 20-26 °C, жёсткость воды 4-15°, рН 6,2-7,5. Охотно поедают картофель, огурцы, кабачки, салат, а также таблетки и гранулы.